# Tedë jo
Tedë jo – cotygodniowy magazyn telewizyjny TVP3 Gdańsk.

## O programie
Program dla mniejszości kaszubskiej. W programie informacje o kaszubskiej gospodarce, religii, kuchni, kulturze i języku oraz postaciach ważnych dla Kaszubów. Jednym z powodów wyświetlania programu jest fakt, iż 98% Kaszubów zamieszkuje na Pomorzu. Program realizowany w języku kaszubskim.
W latach 2008–2011 redaktorem programu była Anna Cupa-Dziemińska, obecnie redaktorem jest Karolina Raszeja.